# Lisianski (đảo)
Đảo Lisianski (tiếng Anh: Lisianski Island, tiếng Hawaii: Papa‘āpoho) là đảo san hô thuộc quần đảo Tây Bắc Hawaii. Trong tiếng Hawaii, Papa‘āpoho nghĩa là "(đảo) phẳng với một chỗ lún". Đảo nằm dưới sự quản lý hành chính của quận Honolulu, tiểu bang Hawaii, Hoa Kỳ.

## Địa lý

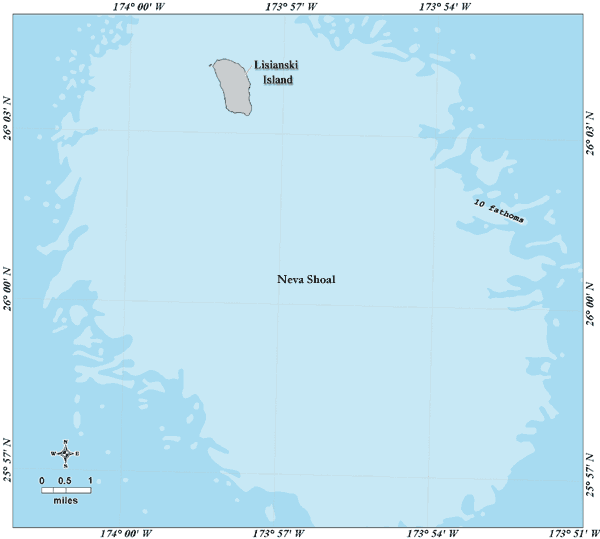
Bản đồ độ sâu đảo Lisianski và bãi cạn Neva

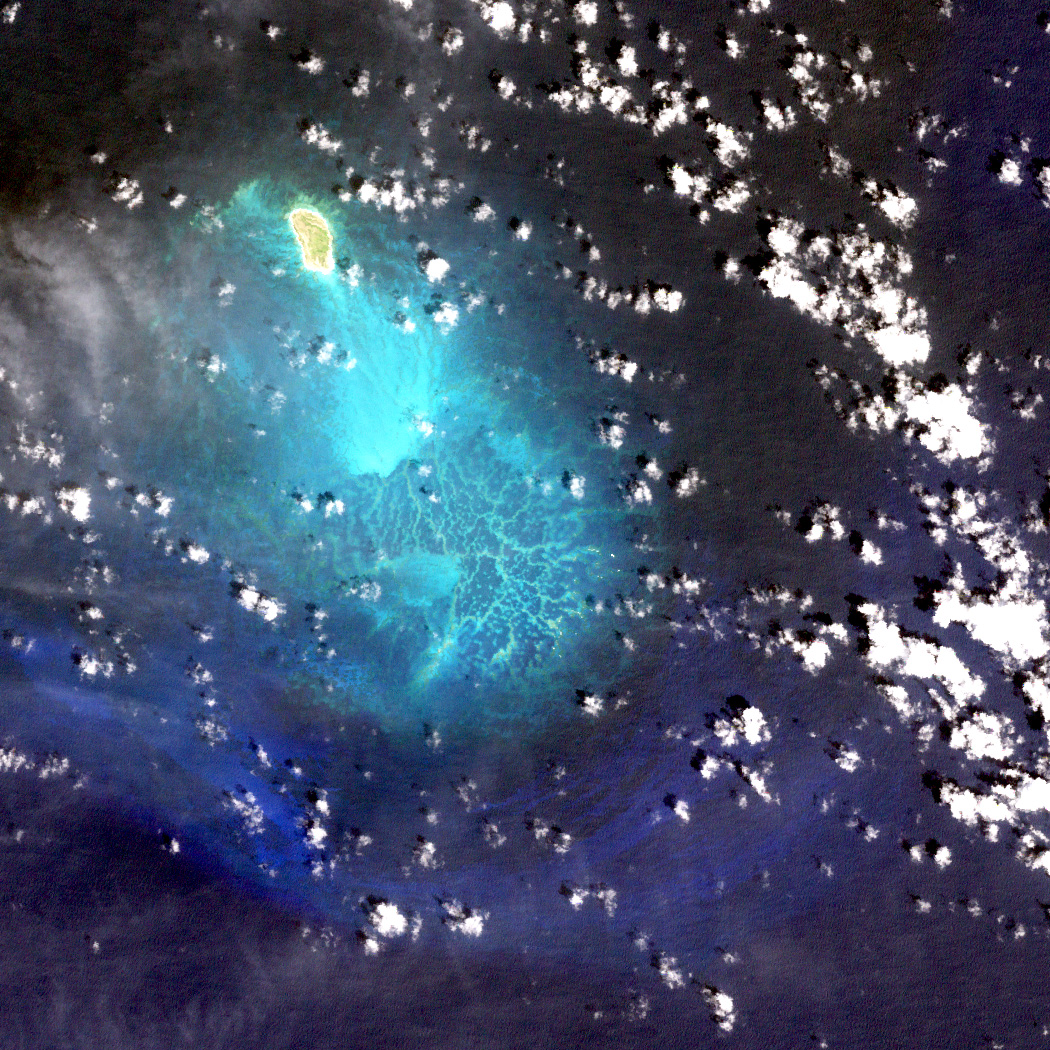
Đảo Lisianski và bãi cạn Neva

Nằm cách Honolulu 1.676 km về phía tây bắc và cách đảo Laysan 213 km về phía tây, đảo Lisianski là một đảo san hô phẳng và thấp có chiều dài 1,9 km, chiều rộng 0,8 km và diện tích là 1,555712 km². Nơi cao nhất 12,19 m là một đụn cát ở mặt bắc của đảo. Tương tự đảo Laysan, đảo Lisianski được hình thành khi một rạn san hô vòng được nâng lên khỏi mặt biển nhờ kiến tạo địa chất nhưng thay vì vẫn còn đầm nước ở giữa như Laysan thì Lisianski chỉ có một chỗ đất lún. Bao quanh đảo là một diềm cát trắng. Ở phía nam của đảo là một rạn san hô mang tên là bãi cạn Neva (tiếng Anh: Neva Shoal). Rạn này bao phủ một diện tích đến 979 km².

## Lịch sử
Ngày 15 tháng 10 năm 1805, tàu chiến Neva do vị sĩ quan Hải quân Đế quốc Nga là Yuri Lisyansky chỉ huy đã mắc cạn tại khu vực này. Khi đó ông đã phải vứt bỏ một số hàng hoá để làm nhẹ tàu và đưa nó thoát khỏi đây. Họ của ông được dùng để đặt tên cho đảo Lisianski còn tên tàu Neva được dùng để đặt cho phần rạn san hô gần đó.

## Sinh thái

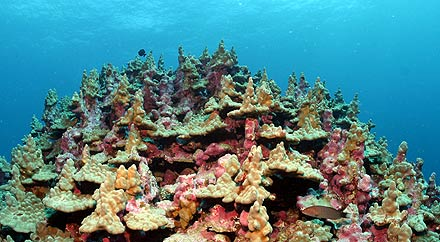
San hô tươi đẹp tại vùng bãi cạn Neva

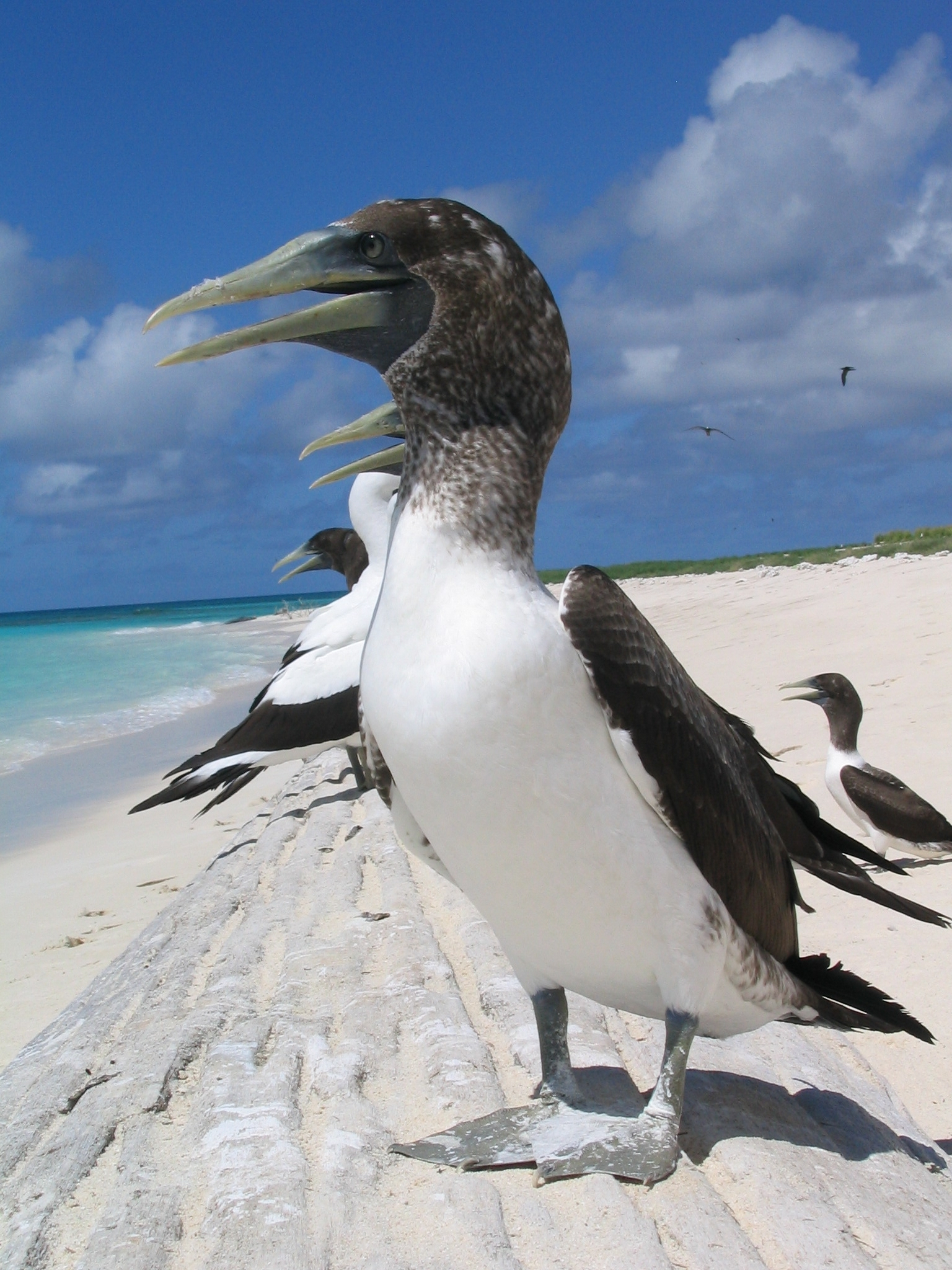
Sula dactylatra (chim điên mặt xanh) non trên đảo

Người ta đã ghi nhận được 24 loài san hô cứng tại khu vực Lisianski-Neva. Vùng nước nông gần đảo có nhiều gò san hô Montipora turgescens và Montipora capitata. Một số nhà khoa học gọi các rạn san hô vùng Lisianski-Neva là những "vườn san hô" bởi sự phong phú về số lượng và hình dạng các tập đoàn san hô (hình chóp, hình lâu đài,...). Tại các vùng nước gần bờ đảo, có rất đông cá rạn san hô bơi lội. Có một điểm đặc biệt mà các nhà nghiên cứu nhận thấy khi nghiên cứu những loài cá ăn thịt ở các rạn san hô Lisianski là chúng rất hung dữ. Ngay cả cá vẫu (Caranx ignobilis) cũng quấy rối thợ lặn và thuyền nhỏ.
Ngược về quá khứ thì sự xâm nhập của chuột (năm 1844) và thỏ ngoại lai được xem là nguyên nhân gây tuyệt chủng loài Porzana palmeri (gà nước Laysan) trên đảo. Khoảng năm 1904 thì con người tìm đến đây để khai thác lông chim. Tình hình trở nên nghiêm trọng khiến tổng thống Hoa Kỳ là Theodore Roosevelt phải thành lập Khu bảo tồn chim quần đảo Hawaii vào năm 1909. Ngày nay trên đảo có nhiều chim biển làm tổ và chim di trú như Pluvialis fulva, Tringa incana và Numenius tahitiensis. Số cặp chim Pterodroma hypoleuca sinh sản tại đảo chiếm đến 3/4 tổng số cặp loài này tính trên toàn tiểu bang Hawaii. Ngoài ra, có thể bắt gặp nhiều hải cẩu thầy tu Hawaii và đồi mồi dứa trên các bãi biển của đảo Lisianski.
Đảo Lisianski sở hữu thảm thực vật gần như nguyên sơ, trong đó chỉ có ba đến bốn loài ngoại lai. Có 10 loài thực vật bản địa và ba loài đặc hữu.